# ليو أ. بروكس جونيور
ليو أ. بروكس جونيور (بالإنجليزية: Leo A. Brooks, Jr.)‏ هو ضابط أمريكي، ولد في 1958 في أنكوريج في الولايات المتحدة.